# Toyota 2000GT

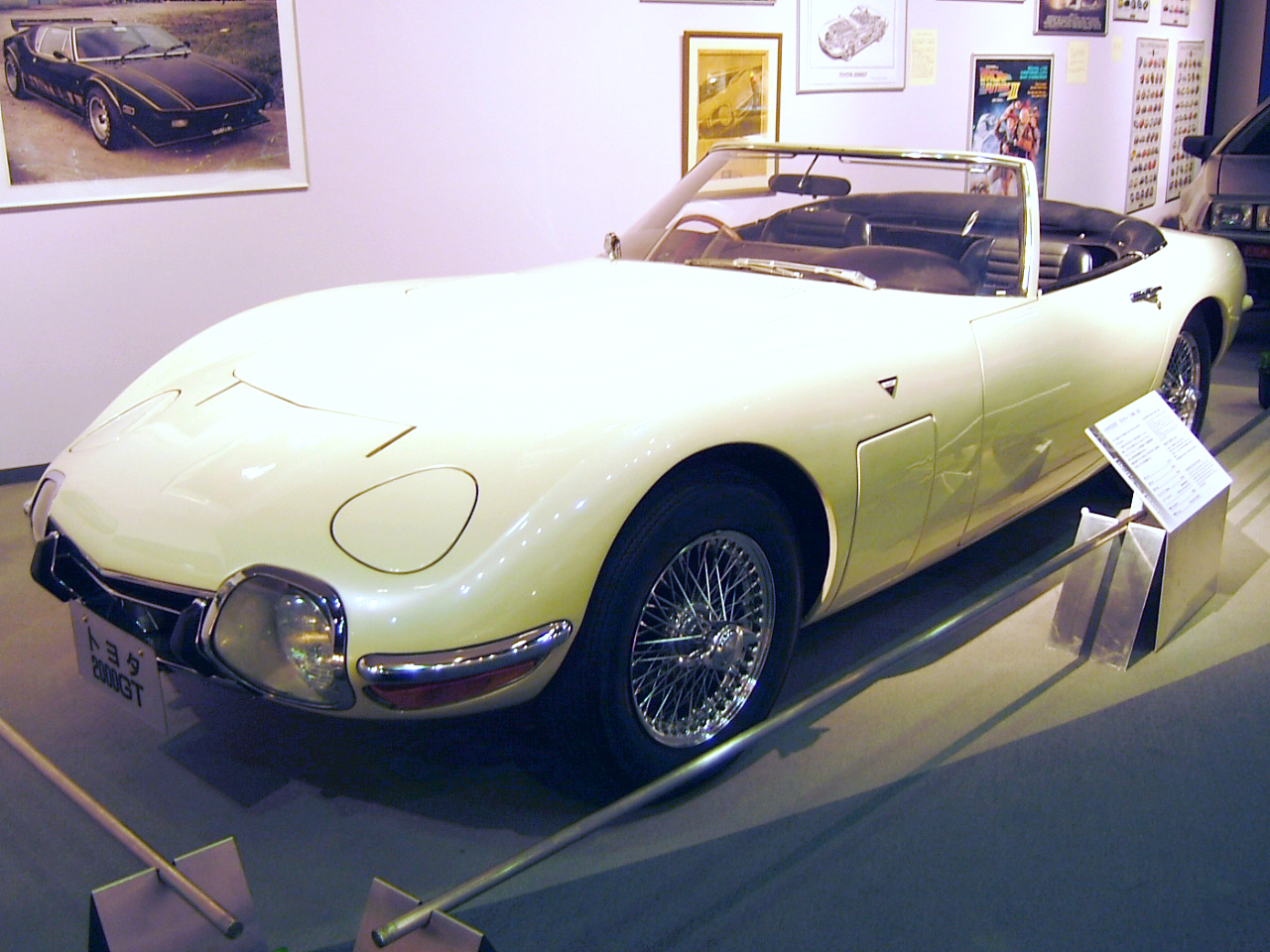
Carro usado no filme de James Bond You Only Live Twice.

O Toyota 2000GT é um carro desportivo GT de dois lugares produzido entre 1967 e 1970 pela fabricante japonesa Toyota. Foi apresentado pela primeira vez no Salão do Automóvel de Tóquio em 1965 e revolucionou a visão do Japão do mundo automobilístico, provando que os fabricantes japoneses podiam produzir um carro desportivo para competir com os da Europa.
Em uma análise de um carro de pré-produção de 1967, a revista Road & Track resumiu o 2000GT como "um dos carros mais emocionantes e agradáveis que conduzimos" e comparou-o favoravelmente ao Porsche 911. Hoje é considerado o primeiro carro de coleção japonês, o primeiro "supercarro japonês". Um 2000GT foi vendido em leilão por quase US $ 1.200.000.
Entre 1967 e 1970 somente foram produzidas 351 unidades do 2000GT.

## O carro de James Bond
O 2000GT fez sua aparição mais famosa na tela no filme de James Bond de 1967 You Only Live Twice, a maior parte do qual foi filmado no Japão. Dois carros sem teto únicos, equipados somente com cobertas de lona para simular tetos descapotáveis em funcionamento, foram feitos especialmente para o filme. Alega-se que um targa foi considerado capaz de acomodar o corpulento (1,88 m) Sean Connery. Isso manteve o perfil fastback do carro original, mas eliminou as janelas traseiras. Supostamente, a cabeça de Connery sobressaía do topo e uma versão sem teto foi feita em menos de duas semanas para o filme. O carro foi conduzido principalmente pela namorada de Bond no filme, Aki (Akiko Wakabayashi).
O ator Daniel Craig votou a favor do 2000GT como seu carro Bond favorito de todos os tempos.